# Amedeo Svajer
Amadeo Svajer (Svaier) (Venezia, 12 dicembre 1727 – Venezia, 28 dicembre 1791) è stato un mercante tedesco, chiamato anche con la grafia tedesca Amadeus o Gottlieb Schweyer.

## Biografia
La sua famiglia, di religione luterana, era emigrata in laguna da Norimberga alla fine del XVII secolo. Della sua formazione culturale si conoscono poche notizie. Viene educato, come molti figli dei grandi mercanti tedeschi residenti nella Serenissima, da un precettore privato proveniente dalla Germania, il cui nome è Johann Conrad Hofmann (1702-1756). Lo studioso trasmise all'allievo un grande amore per la letteratura e la storia che conserverà per tutto il resto della sua vita. Nel 1741 si iscrisse nell'elenco della comunità protestante di Venezia come Kaufdiener che costituisce il primo gradino della carriera dei futuri mercanti tedeschi residenti e operanti in città. Solo nel 1768 si registrerà in qualità di Kaufherr. Nel 1752 venne aggregato all'Accademia degli Agiati di Rovereto con il nome di Marsio. Nel corso della sua vita è stato un grande collezionista e un famoso bibliofilo. Dopo la morte, la sua collezione di libri fu divisa in due parti da jacopo Morelli,che ne pubblicò anche il catalogo con il titolo Catalogo di Libreria Posta in vendita in Venezia nell'anno MDCCXCIV, s.l., 1794. La prima parte fu acquistata dal Governo della Repubblica di Venezia (le opere letterarie confluirono alla Biblioteca Marciana mentre i documenti politici passarono all'Archivio di Stato), la seconda parte (835 volumi) invece venne comprata dall'allora doge Lodovico Manin e dal 1949 si trova, insieme agli altri volumi del fondo Manin, alla Biblioteca civica "Vincenzo Joppi" di Udine.